# CT62
CT62 (англ. Cancer/testis antigen 62) – білок, який кодується однойменним геном, розташованим у людей на 15-й хромосомі. Довжина поліпептидного ланцюга білка становить 136 амінокислот, а молекулярна маса — 15 412.
| 10         |  | 20         |  | 30         |  | 40         |  | 50         |
| ---------- |  | ---------- |  | ---------- |  | ---------- |  | ---------- |
| MMHTTSYRRL |  | SPPHLTDQPS |  | AYSHTHRTFS |  | HFSCGSQPAA |  | QRLHVELWNA |
| DLQSEFLCPC |  | LGLTLYLTCN |  | PQLGKRKFCS |  | HSSEDMSKMV |  | SRRNVKDSHE |
| VSGSLQATLQ |  | VISFSFPFLL |  | HTCSHPLSHP |  | TSGQRR     |  |            |

A: Аланін

C: Цистеїн

D: Аспарагінова кислота

E: Глутамінова кислота

F: Фенілаланін

G: Гліцин

H: Гістидин

I: Ізолейцин

K: Лізин

L: Лейцин

M: Метіонін

N: Аспарагін

P: Пролін

Q: Глутамін

R: Аргінін

S: Серин

T: Треонін

V: Валін

W: Триптофан